# 大眼長頜魚
大眼長頜魚（学名：Mormyrus macrophthalmus），為輻鰭魚綱骨舌魚目象鼻魚科拟长颌鱼属的其中一種，分布於非洲尼日河流域，體長可達30公分，可作為食用魚。